# Prophecy (zespół muzyczny)
Prophecy – polska grupa muzyczna wykonująca industrial death metal. Powstała 1992 w Olsztynie. W 2004 roku grupa wznowiła działalność po pięcioletniej przerwie. Od 2010 roku brak jest doniesień o działalności zespołu.

## Muzycy
Ostatni skład zespołu
- Szymon „Shim” Czech (zmarły) - gitara elektryczna
- Michał „Mike” Pawluc - śpiew

- Bartek - programowanie, perkusja
- Piotr „Czarny” Bartczak - gitara basowa

Byli członkowie zespołu
- Marcin „Mały” Bijak - programowanie, samplery, syntezatory analogowe
- Marek Kutnik - programowanie, instrumenty klawiszowe
- Rafal Tasak - śpiew

## Dyskografia
Albumy studyjne
- The Shining (1997, KOCH International)
- Contagion (1999, Pavement Records)

Inne
- Human Being (1993, demo, wydanie własne)
- Machine-Like  (1997, demo, wydanie własne)
- Czarne zastępy – W hołdzie Kat (1998, kompilacja, Pagan Records)